# Geotrypetes angeli
Geotrypetes angeli es una especie de anfibio gimnofión de la familia Dermophiidae.
Habita en Guinea, Liberia y Sierra Leona. En Liberia, se halla en los alrededores de la población de Ganta (condado de Nimba) y en los de Labé (región de Labé); en Sierra Leona, en los montes Tingi. 
Sus hábitats naturales incluyen bosques secos tropicales, plantaciones, jardines rurales y zonas previamente boscosas ahora muy degradadas.
El nombre específico es en honor del zoólogo francés Fernand Angel.